# Altiero Spinelli
Altiero Spinelli (31. august 1907 – 23. maj 1986) var en af fædrene til Den Europæiske Union. 
Under anden verdenskrig bidrog Spinelli med Ventotene-manifestet til at starte en europæisk føderalistisk bevægelse. I efterkrigsårene tog han en prominent rolle i arbejdet for at etablere en europæisk føderation, bl.a. som medlem af Europa-Kommissionen og Europa-Parlamentet.
1. ↑  Navnet er anført på bokmål og stammer fra Wikidata hvor navnet endnu ikke findes på dansk.